# Austra (banda)
Austra, é uma banda new wave canadense formada em 2009 na cidade de Toronto no Canadá. A banda é formada por Katie Stelmanis (vocais, teclados), Maya Postepski (bateria), Dorian Wolf (baixo), Ryan Wonsiak (sintetizadores) e as gêmeas Romy e Sari Ligthman como backing vocals que simultaneamente faz parte da banda Tasseomancy. O nome Austra deriva do nome da deusa da luz na mitologia letã. E segundo nome de Katie.
Foram lançados até o momento três álbuns: Feel It Break, lançado em 2011, Olympia, lançado em 2013 e Future Politics, lançado em 2017. Foram laçados também dois EPs e alguns singles, com os dois primeiros álbuns atingindo o gráfico da Billboard Heatseekers. A banda Austra nunca foi um grande sucesso do Mainstream, mas é uma banda popular no Underground, conhecida mundialmente pelas canções "Spellwork" (2011), "Home" (2013), "Habitat" (2014) e "Utopia" (2016). A principal canção da banda é Lose It, lançada em 2011, sendo um grande sucesso de visualizações no YouTube e muito conhecida no meio musical Underground, tem como característica uma letra melancólica e triste; um intenso som e ritmo de sintetizadores eletrônicos, um vocal com influência de música clássica e uma batida dançante.

## Início e desenvolvimento

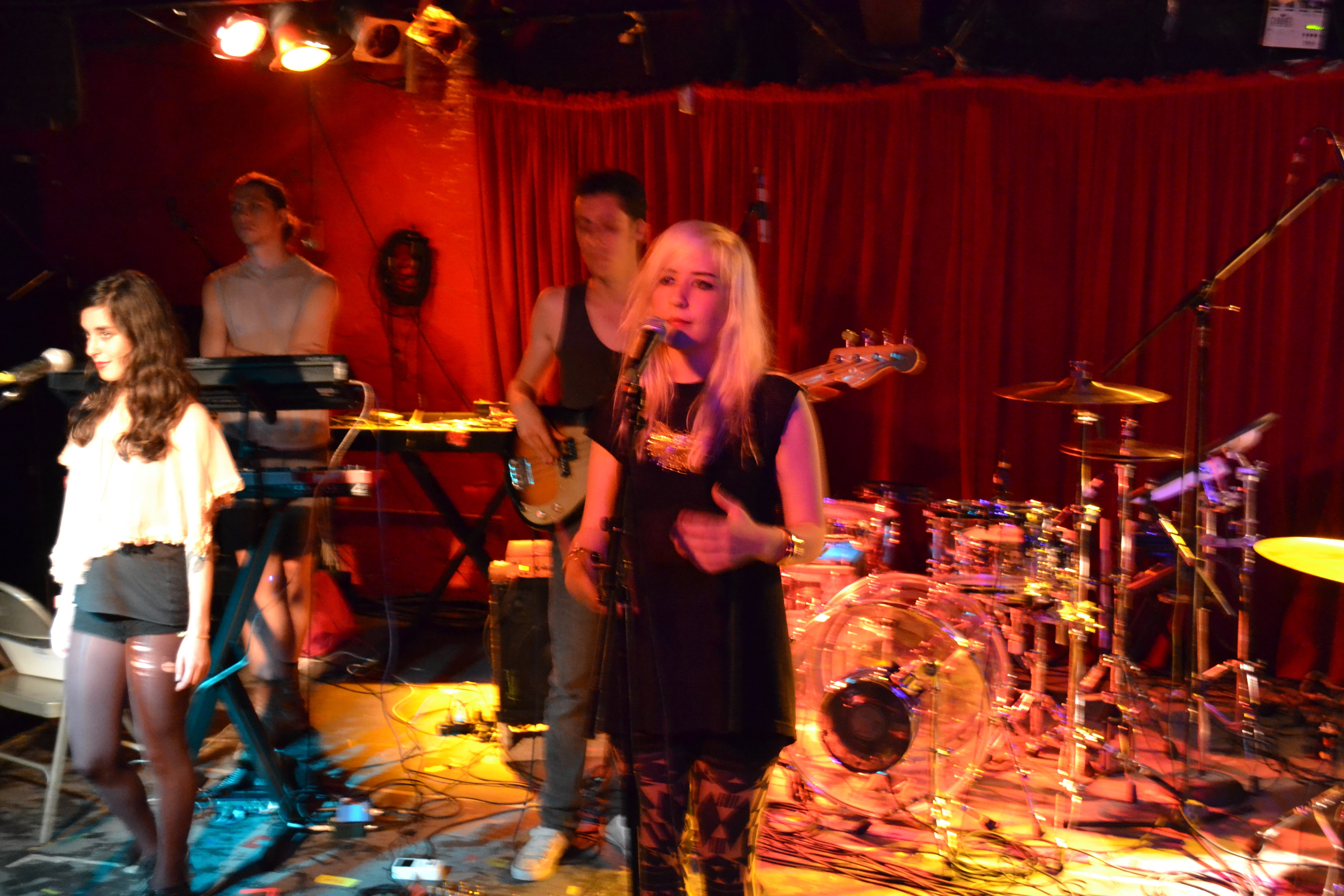
Banda Austra em uma performance.

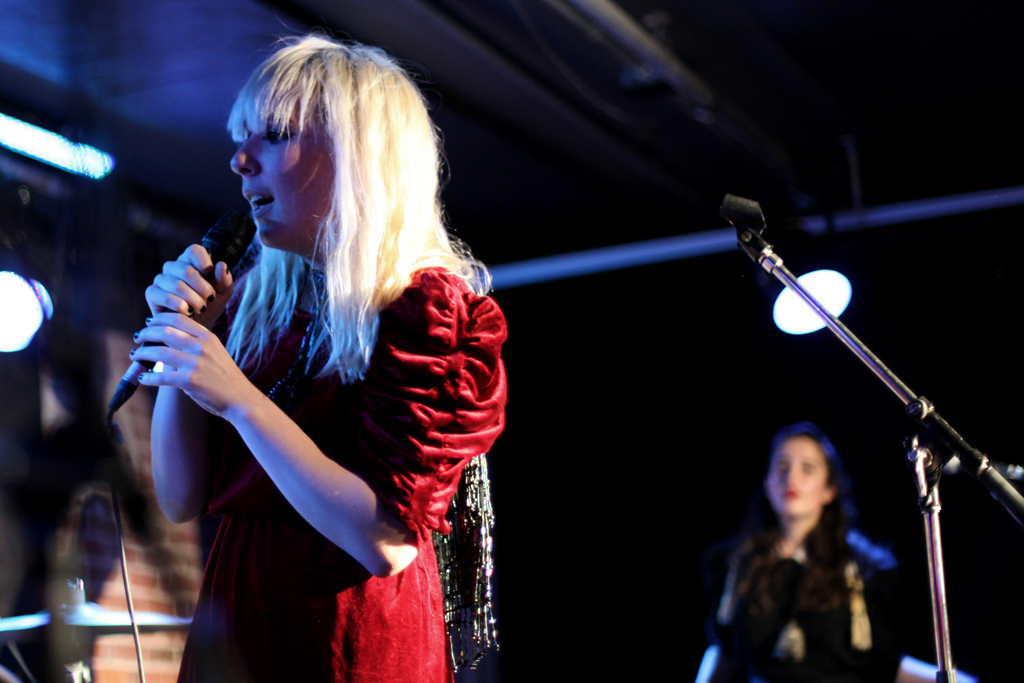
Katie Stelmanis e a banda Austra ao vivo no Electric Owl, em Vancouver.

Em 2004, Stelmanis e Postepski tocaram em uma banda chamada Galaxy, juntamente com Emma McKenna. Ao mesmo tempo, Stelmanis começou a fazer música eletrônica em casa e também estava escrevendo trilhas sonoras de inspiração industrial para o artista de performance Zeesy Powers. Powers a convenceu a começar a tocar suas músicas ao vivo, e em 2008 o álbum de estréia de Stelmanis, Join Us, que apareceu sob seu próprio nome, foi lançado pelo Blocks Recording Club. Ela percorreu a Europa com Maya Postepski junto a sua bateria e o xylosynth. Em 2009, Stelmanis decidiu mudar o nome do projeto, a fim de aumentar visibilidade da banda.
Em 2010, a banda tocou o South by South West festival em Austin, Texas, sob o nome Private Life. Um homem da A & R registros da Domino records os viu tocar e subseqüentemente assinaram um contrato. A banda passa então a se chamar Austra, que é também o nome da deusa da luz na mitologia letã.
Álbum de estréia foi Feel It Break foi lançado em 11 de maio de 2011 pela Domino Records, e 17 de maio de 2011 no Canadá por Paper Bag Records. O álbum foi selecionado para o Polaris Music Prize 2011. Feel It Break foi incluído em várias listas de críticos de fim de ano; Notadamente, tanto o Toronto Star e Nova York nomearam o melhor álbum de 2011, denominando de "stunner outright". A canção Lose it foi o grande destaque desse álbum e o maior sucesso da banda até o momento, aparecendo como uma das trilhas sonoras da série Lost Girl.
Seu segundo álbum, Olympia, foi lançado em 18 de junho de 2013, a partir do qual o primeiro single "Home" foi lançado em 7 de março de 2013. Foi descrito como "um ciclo de canção pessoal sobre perda e dinâmica de gênero".
Seu terceiro álbum Future Politics foi lançado em 20 de janeiro de 2017. Para o registro, Stelmanis passou um tempo no México, onde ela foi apresentada à cumbia eletrônica, a house, dance e música techno influenciaram a escrita para o álbum. Liricamente, Stelmanis foi inspirada pelo livro Inventing The Future: Post Capitalism em um mundo sem trabalho por Nick Srnicek e Alex Williams e o Manifesto Accelerationist. Indicou que o material para o registro tinha sido escrito antes dos eventos políticos na segunda metade de 2016. Curiosamente nos clipes deste álbum, aparece apenas Katie. Quem é fã com certeza sentiu falta das gêmeas Romy e Sari. Katie diz que foi algo muito pessoal.
A banda conserva o estilo New Wave e Synthpop, que foram gêneros muito populares nos anos 80 e inicio dos anos 90, muitas de suas canções também são de estilo Dark Wave que tem um clima mais sombrio, além do Pop Rock e eletrônica.

## Discografia
Álbuns de estúdio
- Feel It Break (2011)
- Olympia (2013)
- Future Politics (2017)

EPs
- Habitat (2014)

Remixes
- Sparkle (2011)

Singles
- "Beat and the Pulse" (2010)
- "Lose It" (2011)
- "Spellwork" (2011)
- "Home" (2013)
- "Painful Like" (2013)
- "Forgive Me" (2013)
- "Hurt Me Now" (2014)
- "Habitat" (2014)
- "American Science" (2014)
- "Utopia" (2016)
- "Future Politics" (2016)
- "I Love You More Than You Love Yourself" (2017)